# Baby Records (Italia)
Baby Records es un sello discográfico italiano fundado en 1974 por el productor discográfico Federico "Freddy" Naggiar.

## Historia
Inicialmente ubicada en la Piazza della Repubblica de Milán, la empresa se trasladó posteriormente a un nuevo local en Via Timavo. Naggiar firmó un contrato de distribución con Yep y en 1975 el sello obtuvo su primer éxito en las listas italianas con "Tornerò" de Santo California.
A lo largo de los años, Baby Records contrató a muchos artistas populares de Italo disco y Electropop, incluyendo a Den Harrow, Gazebo, Albert One, La Bionda, Pino Presti, K.I.D., Spargo, DD Sound, Kimera, Santo California, Al Bano & Romina Power, Ricchi e Poveri, Dario Farina, y otros. También lanzó álbumes de la estrella pop italiana de la década de 1960 Rosanna Fratello, álbumes de canciones infantiles cantadas por Romina Power y I Cavalieri del Re, y álbumes de música instrumental del pianista y compositor estadounidense Stephen Schlaks y el conjunto veneciano Rondò Veneziano.
En 1983, Baby Records lanzó Mixage, el primero de una serie de álbumes recopilatorios de música dance. A esto le siguió Bimbomix, un álbum recopilatorio dirigido a un público más joven. En 1986, un himno no oficial de Baby Records llamado Highway To Freedom fue lanzado por un grupo llamado Fahreinheit 104, que consistía en cantantes, productores y compositores de Baby Records, incluidos Tom Hooker, Maurizio Vandelli, Dario Farina y Jane Hill. El video musical, filmado en una cantera de tiza de Kent, también contó con Eddy Huntington junto al elenco de miles de personas. En 1987, lanzó "Dimmi che cos'è" de la banda italiana de rock progresivo Le Orme.

## Últimos años
A finales de la década de 1980, la compañía se aventuró en producciones internacionales y televisivas. Los lanzamientos exitosos en la década de 1990 incluyeron "Once Upon a Time" de Down Low y "Only You" del grupo Rappers Against The Racism. En 1990 Naggiar vendió todo el catálogo a BMG (que tomó el relevo de RCA Italiana). En 1994 Baby Records cambió su nombre a Baby Records International y expandió sus operaciones a otras áreas, como Alemania, Inglaterra y América del Norte.
Entre 1999 y 2001 Baby Records International, aprovechando la situación, produjo una nueva distribución de la histórica compilación Mixage en CD. 
En 2002 se lanzó una nueva obra de Rondò Veneziano, llamada La Piazza. Las ventas, sin embargo, no fueton alentadoras, hasta el punto de que, a finales de la década de 2000, la sede de Via Mecenate fue desmantelada definitivamente bajando del edificio el logotipo de Baby Records. De hecho, en Italia terminó con toda su actividad.